# Asteroide de tipus C

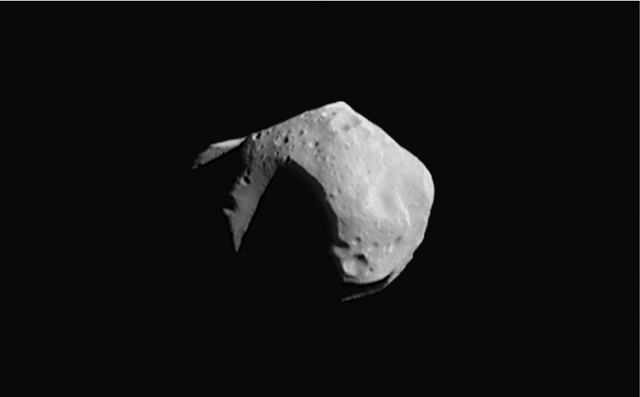
Asteroide (253) Matilde pertanyent als asteroides del tipus C

Els asteroides de tipus C són asteroides amb un alt contingut en carboni. Són el tipus més comú arribant a ser el 75% dels asteroides coneguts; com la seva observació és molt difícil és probable que el seu percentatge sigui encara més elevat, com certament ho és en els asteroides de la part externa del cinturó d'asteroides, a una distància de prop de 2,7 ua, on orbiten i on es concentren en regions més fredes i llunyanes del Sol.

## Característiques
Aquest tipus de cossos celestes és molt fosc, de fet tenen una albedo de 0,03, reflectint el 3%-4% de la llum solar que reben i són similars condrites carbonàcies.
Tenen la mateixa composició del Sol i de la nebulosa solar primitiva, però sense hidrogen, heli i gasos volàtils; presenten compostos que contenen aigua, hidrats.
S'han trobat aquests elements analitzant els espectres de la llum reflectida que conté una forta absorció ultraviolada a una longitud d'ona de prop de 0,4μm - 0,5μm, també presenten l'absorció característica de l'aigua a una longitud d'ona de 3μm.
Es coneixen com a primitius, ja que no han canviat d'ençà que se solidificaren, ara fa 4.600 milions d'anys.
A aquest grup pertany el primer asteroide descobert: Ceres, l'any 1801 per Giuseppe Piazzi, i amb els seus 1.000 km de diàmetre és el més gran d'aquest tipus d'objectes, tant que ha estat classificat com a planeta nan.